# Karl Ernst Osthaus
Karl Ernst Osthaus, né le 15 avril 1874 à Hagen (province de Westphalie) et mort le 25 mars 1921 à Mérano (Italie), est l'un des plus importants collectionneurs d'art et mécènes d'Allemagne du début du XXe siècle. Il commande plusieurs réalisations  à l'architecte belge Henry Van de Velde (Musée Folkwang, Maison Hohenhof).

## Biographie
Karl Ernst Osthaus, né en 1874, est le fils du banquier Carl Ernst August Osthaus.
En 1902, Osthaus fonde le Musée Folkwang à Hagen, en province de Westphalie. Après sa mort, la ville de Hagen ne pouvant acheter la collection du musée, c'est la ville de Essen qui, en 1922, a acquis la collection pour le musée Folkwang. Un musée distinct survit cependant à Hagen, le Musée Karl Ernst Osthaus.
Osthaus fut un commissaire d'exposition remarquable de l'avant-garde artistique européenne. Bien que, dans sa jeunesse il ait eu des tendances pro-nationalistes, actif dans la Ligue pangermaniste et ralliant les idées de l'autrichien Georg von Schönerer, le nationalisme de Osthaus s'est tempéré lorsqu'il s'est  intéressé au développement de Hagen et de l'Allemagne comme centre principal de l'avant-garde artistique européenne. Suivant les conseils de Henry van de Velde, Osthaus a commencé à collectionner des peintures modernistes européennes ; cette collection est l'une des premières collections purement modernistes ouvertes au public. Le musée Folkwang à Hagen a, en effet, parrainé certaines des premiers expositions de  peintures expressionnistes parmi lesquelles se trouvaient  des œuvres de Ernst Ludwig Kirchner, Emil Nolde, et Christian Rohlfs et le travail d'artistes non-allemands comme Aristide Maillol, Charles Angrand, Jan Thorn-Prikker, et Henri Matisse.
Osthaus a également tenté de susciter l'intérêt pour l'architecture d'avant-garde à Hagen. À cet égard, il dit avoir  rencontré de nombreux obstacles et que l'histoire des projets qui n' ont pas  été réalisés est  parfois plus intéressante que celle  des projets qui ont vu le jour. Les  architectes tels Henry Van de Velde, Richard Riemerschmid, Peter Behrens, et Walter Gropius étaient tous actifs à Hagen. Une petite colonie d'artistes est également apparue avec  le sculpteur Milly Steger, l'artiste néerlandais et théosophe JLM Lauweriks, ainsi que d'autres en nombre important pour l'histoire culturelle locale de Hagen.
En 1908, il fonde avec des artistes de Düsseldorf la Sonderbund, une association qui monte plusieurs expositions ouvertes aux artistes contemporains allemands puis européens : l'édition de 1912 à Cologne, eut un impact important sur l'évolution de l'art moderne.
La villa Osthaus Art nouveau, l'Hohenhof, est l'un des exemples les plus marquants de l'architecture bourgeoise Art nouveau en Europe. L'édifice a été récemment rénové et est ouvert au public.

### Documentaire
- Maria Anna Tappeiner (1968-), Karl Ernst Osthaus, le collectionneur d'impressionnistes, Arte, 2021